# Директива льотної придатності
Директива льотної придатності (ДЛП, англ. Airworthiness Directive) є повідомлення для власників та експлуатантів сертифікованого повітряного судна про виявлення проблеми у певній моделі літака, його двигуні, авіоніці чи інших системах, яка повинна якомога скоріше бути виправлена.
Якщо стосовно сертифікованого судна існує чинна ДЛП, в контексті якої судно не відповідає вказаним в останній обґрунтуванням, повітряне судно вважається нелітнопридатним. Таким чином експлуатант повинен вживати всіх заходів для приведення стану літального апарата у відповідність до вимог ДЛП.

## Мета
Підстави для видання ДЛП типово виникають внаслідок рапортів служб техобслуговування експлуатантів або внаслідок розслідувань авіаційних пригоди. ДЛП видаються або національними авіаційними відомствами країни виробника літака або країни реєстрації. При виданні ДЛП країною реєстрації, документ практично завжди узгоджується з керівним авіаційним органом країни виробника з метою запобігання видання взаємозаперечних різних ДЛП.
Деталізація повідомлень власника літака відбувається у наступних видах:
- ПС може перебувати в небезпечному для експлуатації [3]
- ПС може не відповідати вимогам сертифікації або іншим вимогам, що впливають на літну придатність[3]
- Існують обов'язкові заходи, які повинні бути вжиті з метою убезпечення подальшу надійну експлуатацію судна[3]
- У певних невідкладних випадках ПС не повинно злітати в повітря поки не буде розроблено і прийнято програму коректив.[3]

ДЛП у більшості країн світу є обов'язковими і часто містять дати чи обсяг літних годин літака, в межах яких повинна бути забезпечена відповідність до вказаних вимог.
ДЛП можна розділити на дві категорії:
1. ДЛП термінової дії перед польотом
2. ДЛП нагальної дії, вимоги якої стосуються виконання заходів протягом певного проміжку часу.

## Поклики
1. 1 2  Transport Canada (October 2008). Aeronautical Information Manual, LRA - 2.0 Aircraft Airworthiness, Airworthiness Directives. Архів оригіналу за 17 квітня 2011. Процитовано 3 листопада 2008.
2. 1 2  Transport Canada (January 2008). Canadian Aviation Regulation 605.84 Aircraft Maintenance - General. Архів оригіналу за 7 грудня 2008. Процитовано 3 листопада 2008.
3. 1 2 3 4  Transport Canada (January 2008). Canadian Aviation Regulation Standard 593.02 Airwothiness Directives. Архів оригіналу за 18 травня 2013. Процитовано 3 листопада 2008.
4. ↑  Pilot's Handbook of Aeronautical Knowledge. US Department of Transportations, Federal Aviation Administration. 2016. с. 9–12.